# Signoria di Aumelas

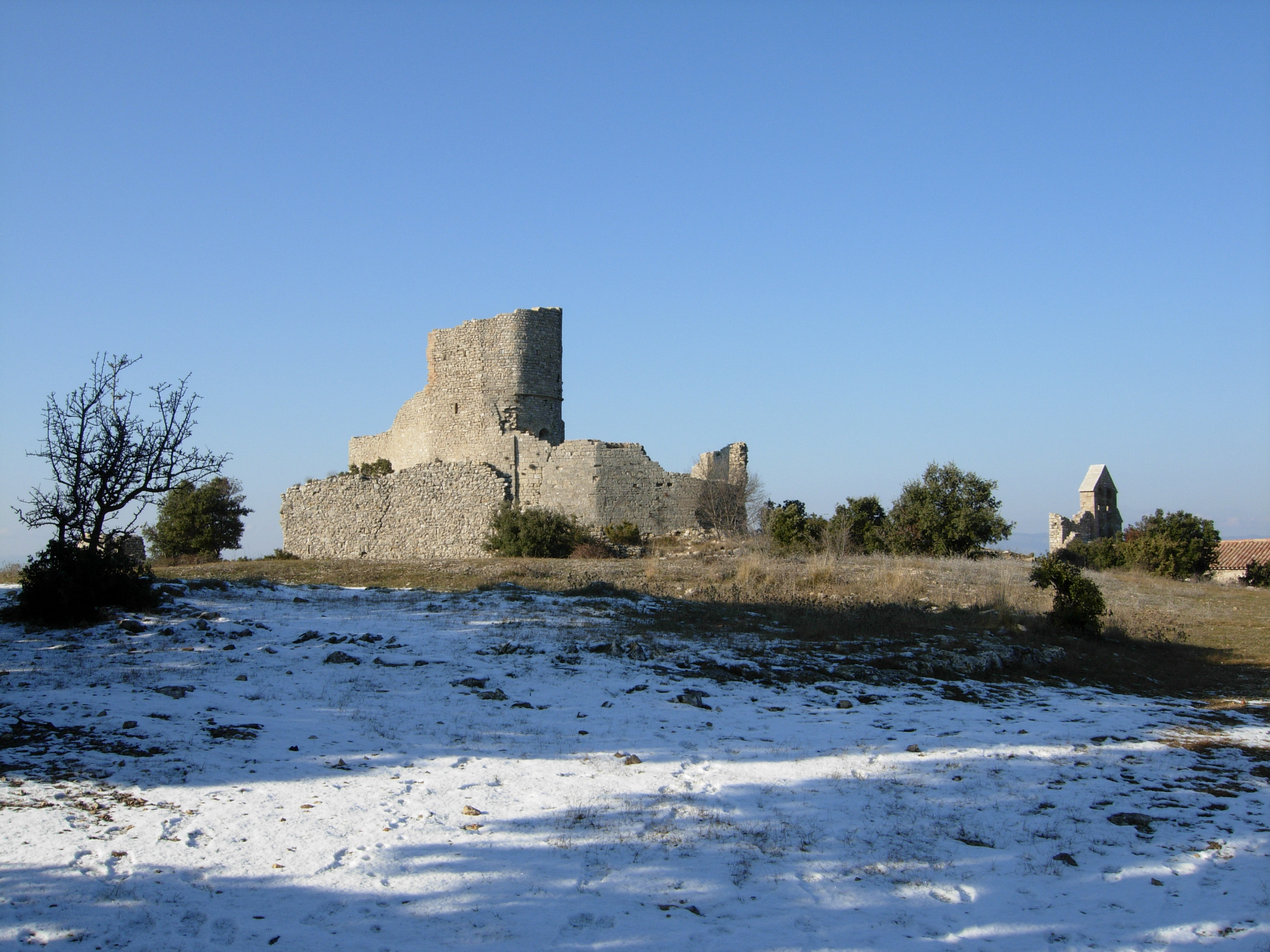
Castello e cappella di Aumelas

La signoria di Aumelas o di Omelas era una giurisdizione feudale incentrata sulla città di Aumelas, presso Montpellier.
Concessa in feudo ai visconti di Béziers, passò in seguito alla viscontea di Carcassonne. Dopo il 1034 il conte Pietro II di Carcassonne diede in feudo la signoria a suo fratello Guglielmo I. Sembra che sia restata in possesso dei visconti di Béziers, e la viscontessa Ermengarda la infeuderà  verso il 1093 a Guglielmo VI di Montpellier.
Guglielmo V di Montpellier disporrà nel suo testamento a favore del fratello di Guglielmo VI, Bernardo d'Anduze, da parte della loro madre comune Ermessenda, ma in feudo dei visconti di Béziers; questo testamento non entrerà in vigore se non nel 1121 allorché la lascia in eredità al suo secondo figlio Guglielmo il giovane, conosciuto come Guilhem d'Aumelas, insieme anche alle città di Popian e del Pouget.

## Baronia di Aumelas
Guglielmo il giovane fu il protettore dell'abbazia di Aniane di Saint-Benoit; si sposò nel 1126 con Tiburge I contessa ereditiera della Contea di Orange (figlia del conte Raimbaud II); compie un pellegrinaggio in Terrasanta. Il suo erede è suo figlio Raimbaud III il trovatore, conte d'Orange e barone d'Aumelas. Nel 1168 Raimbaud ipoteca i possedimenti di suo cugino Guglielmo VII di Montpellier e dopo (1171) di suo cognato Aimar di Murviel, sposato con la sorella di Guglielmo chiamata Tiburge II. Morendo senza discendenza nel 1173, lascia Aumelas a sua sorella e/o a suo cognato e/o ai loro figli. Uno di questi figli, Ramon Aton, infatti fa donazione a Guglielmo VIII di Montpellier nel 1187 e i figli di Ramon Aton gli vendono anche i diritti nel 1197. Durante questo periodo, la contea di Orange passa a Tiburge III (deceduta nel 1184), sorella di Raimbaud III, sposata con Bertrando di Baux (deceduto nel 1181), dando inizio a una nuova dinastia a Orange (quella dei Baux) i cui componenti verranno insigniti del titolo di principe. Aumelas resta legata a Montpellier, che insieme a questa signoria passerà alla Corona d'Aragona e in seguito a Giacomo  I e alla Corona di Maiorca.

## Viscontea di Aumelas
Nel 1327, la baronia d'Aumelas comincia ad essere chiamata Viscontea d'Aumelas e il re Giacomo III di Maiorca la cede nel 1330 a suo fratello Ferdinando di Maiorca. Fu occupata dalla Francia nel 1341, ma per poco tempo. Nel 1344 è uno dei possedimenti (con Montpellier e la viscontea di Carlat) di Giacomo III di Maiorca allorché perde il suo regno a beneficio di Pietro IV d'Aragona. Dunque Giacomo vende la viscontea, oltre Montpellier, al re di Francia, mentre nel 1351 Pietro il Cerimonioso rinuncia al suo possesso.

## Signori di Aumelas
- Guglielmo I di Béziers 967-994
- Garsenda 994-1034
- Guglielmo II (conte di Carcassonne) 1034
- Pietro II di Carcassonne 1034-1035
- Guglielmo III 1035-?
- Ruggero III di Carcassonne 1059-1067
- Raimondo II di Carcassonne 1067-1068
- Garsinda, Adelaide, Ermengarda (contesse di Carcassonne e Razès) 1068-1069
- Ermengarda  1069-1093
- Guglielmo V di Montpellier 1093-1121
- Guglielmo V d'Aumelas il giovane 1121-1157[1]

## Baroni di Aumelas
- Raimbaut III d'Orange 1157-1168
- ipotecato a Guglielmo VII de Montpellier 1168-1171
- ipotecato ad Aimar di Murviel 1171-1173
- Tiburge II (Tiburge I era la moglie di Raimbaut I) 1173-?
- Raimondo Aton ?-1187
- Guglielmo VIII di Montpellier 1187-1202
- Guglielmo IX di Montpellier 1202-1204
- Maria di Montpellier 1204-1213
- Giacomo I d'Aragona 1213-1276
- Giacomo II di Maiorca 1276-1311
- Sancho di Maiorca 1311-1324
- Giacomo III di Maiorca 1324-1330

## Visconti  di Aumelas
- Ferdinando di Maiorca 1330-1342/3
- Giacomo III di Maiorca 1342/3-1349
- Acquistata dalla corona di Francia 1349